# Чемпионат мира по футболу среди юношеских команд 2021
Чемпионат мира по футболу (до 17 лет) 2021 года (англ. 2021 FIFA U-17 World Cup) должен был стать девятнадцатым розыгрышем чемпионата мира среди игроков до 17 лет и пройти в 2021 году в Перу. В декабре 2020 года ФИФА подтвердила, что в связи с пандемией COVID-19 турнир был отменён, а его следующий розыгрыш пройдёт в Перу в 2023 году.

## Выборы
Окончательным решением 23 октября 2019 года была выбрана Перу.

## Участники

### Квалифицировались в финальный турнир
Следующие команды квалифицировались в финальный турнир в Перу:
| Сборная | Способ квалификации | Дата квалификации | Участие | Подряд | В последний раз | Лучший результат     |
| ------- | ------------------- | ----------------- | ------- | ------ | --------------- | -------------------- |
| Перу    | Организатор         | 24 октября 2019   | 3       | 1      | 2007            | Четвертьфинал (2007) |